# Elaeis
Elaeis es un género de palmas que comprende tres especies  de palma aceitera: la palma africana (Elaeis guineensis), el nolí o palma americana nolí (Elaeis oleifera) y el corozo colorado (Elaeis odora). Están consideradas como plantas monoicas de troncos solitarios, hojas pinnadas con peciolos ligeramente espinosos, foliolos insertados irregularmente dando un aspecto plumoso, las flores masculinas con 6 estambres y fruto ovoide. Anteriormente se consideraron una sola especie, luego tres géneros diferentes, y actualmente del mismo género, pero de especies diferentes que son sexualmente compatibles.

## Variedades
E. guineensis, es originaria de África occidental, de ella ya se obtenía aceite hace cinco milenios, especialmente en la Guinea Occidental. De allí pasa a América introducida después de los viajes de Colón, y en épocas más recientes fue introducida a Asia desde América. Su cultivo es de gran importancia económica, provee la mayor cantidad de aceite de palma y sus derivados a nivel mundial.
E. oleifera, es americana, considerada como amazónica, aunque algunos autores, la consideran común en toda de la América tropical. Su cultivo es de importancia económica hasta hace muy poco tiempo, en América tropical, es de anotar que estuvo a punto de extinguirse en grandes áreas del continente americano.
E. odora, es también americano, propio de las selvas húmedas tropicales, pero anteriormente, no es muy conocido, aunque es muy promisorio.
El cruce entre las E. guineensis x E. oleifera, produce una población híbrida con ventajas agronómicas, al mejorar los cultivos frente a plagas,  enfermedades y condiciones físicas.
Las tres se desarrollan en climas tropicales cálidos lluviosos (selva lluviosa tropical), como cultivo requieren del mismo manejo (ver Cultivo de la palma de aceite).

## Plantaciones
La Palma Africana fue introducida a Sumatra y Malasia hacia 1900 y muchas de las más grandes plantaciones están en esa área. Malasia es el mayor productor con el 51% de la producción mundial. La destrucción de la selva en Malasia e Indonesia para plantar palma aceitera ha provocado crisis ambientales en la región, como la registrada en 1998 cuando una densa y extensa nube de humo cubrió importantes áreas de los dos países.
La promoción de las actuales plantaciones a gran escala tiene por objetivo central la extracción del aceite de palma (a partir de la parte carnosa de su fruto) y del aceite de palmiste (obtenido de la semilla). También Tailandia, Nigeria, Bolivia, Ecuador y Colombia están incrementando las siembras.
Las semillas se plantan en viveros y luego las plántulas son trasplantadas. Las plantaciones de palma comienzan a producir frutos a los 4-5 años de implantadas -mediante el uso de variedades seleccionadas y clonadas- y alcanzan su mayor producción entre los 20 y 30 años, luego de lo cual declinan y dejan de ser rentables, especialmente por la altura a la que se encuentran los frutos. Los racimos, que pesan unos 15-25 kg, están conformados por unos 1.000 a 4.000 frutos de forma ovalada, de 3 a 5 cm de largo.
Una vez cosechados, la parte carnosa de los frutos es transformada mediante diversos procesos en aceite, en tanto que de la nuez se extrae el aceite de palmiste. El proceso de fraccionamiento del aceite crudo resulta en dos productos diferentes: 
- 1) La estearina de palma
- 2) La oleína de palma.

La estearina (sólida a temperatura ambiente) es destinada casi exclusivamente a usos industriales, tales como cosméticos, jabones, detergentes, velas, grasas lubricantes), en tanto que la oleína (líquida a temperatura ambiente), es utilizada exclusivamente como comestible (aceite para cocinar, margarinas, cremas, confitería).
Cada hectárea de palma aceitera, produce 10 toneladas anuales de frutos de los cuales se extraen 3 mil kg de aceite de palma y 750 kg de aceite de palmiste. Existen proyectos para producir masivamente combustible biodisel a partir del aceite de palma.
El aceite de palma contiene 49% de grasa saturada, 40% de grasa monoinsaturada y 10% de grasa poliinsaturada y además vitamina K y Magnesio. El derivado de la especie americana E. oleifera se caracteriza por contener mayor concentración de ácido oleico y linoleico así como menor concentración de ácido palmítico y otros saturados.